# Filip Berglund
Olof Filip Berglund, född 10 maj 1997 i Skellefteå, är en svensk ishockeyspelare som spelar för Örebro HK i Svenska Hockeyligan. Berglund draftades 2016 i den tredje rundan som 91:e spelare totalt, av Edmonton Oilers. Dessförinnan hade han gjort SHL-debut med Skellefteå AIK under säsongen 2015/16. Han spelade därefter ytterligare fyra säsonger i klubben. Under denna period tog han två SM-silver med laget. Säsongen 2020/21 och 2021/22 spelade han för Linköping HC i SHL, respektive Bakersfield Condors i AHL. Sedan maj 2022 tillhör han Örebro HK.
Säsongen 2011/12 vann Berglund TV-pucken med Västerbotten. Året därpå var han den back som gjorde flest assist i turneringen. Som junior tog han ett SM-silver med Skellefteås J20-lag och ett SM-brons med J18-laget.

## Karriär

### 2011–2020: Skellefteå AIK
Berglund påbörjade sin ishockeykarriär i moderklubben Bergsbyns SK. 2011 var Berglund med i Västerbottens lag som vann TV-pucken. Han var även uttagen till laget 2012 och vann då backarnas assistliga i turneringen. Under ungdoms- och junioråren spelade Berglund för Skellefteå AIK. Säsongen 2012/13 tog han ett brons med klubbens J18-lag. Säsongen 2015/16 var han assisterande lagkapten för Skellefteå J20. I J20 Superelit var han den back som gjorde flest poäng i serien. Han snittade nära en poäng per match och stod för 41 poäng på 43 matcher (19 mål, 22 assist). Laget tog sig till final, där man dock föll mot Djurgårdens IF med 4–2. Under säsongens gång gjorde Berglund också SHL-debut. Han spelade sin första SHL-match den 26 februari 2016, mot Rögle BK. Totalt spelade han fem grundseriematcher och två matcher i SM-slutspelet, där Skellefteå tog ett silver.
Under sommaren 2016 blev Berglund NHL-draftad av Edmonton Oilers i den tredje rundan som 93:e spelare totalt. Innan dess hade Berglund den 11 maj 2016 skrivit ett A-lagskontrakt med Skellefteå på två år. Han gjorde sin första säsong som ordinarie i SHL 2016/17. På 47 grundseriematcher stod han noterad för nio assistpoäng. I SM-slutspelet slogs laget ut i kvartsfinal av Frölunda HC med 4–3 i matcher efter att Skellefteå tappat en 3-1-ledning. Berglund gick poänglös ur dessa sju matcher. I den tredje omgången av säsongen 2017/18, den 23 september 2017, gjorde Berglund sitt första mål i SHL, på Emil Kruse, då Rögle BK besegrades med 7-2. Den 28 december 2017 förlängde Berglund sitt avtal med Skellefteå med ytterligare två säsonger. I grundserien spelade han 44 matcher och noterades för 13 poäng, varav tre mål. I SM-slutspelet tog sig laget till final efter att i tur och ordning slagit ut Färjestad BK och Djurgårdens IF (båda med 4–2 i matcher). I finalserien föll man dock med 4–0 i matcher mot Växjö Lakers HC.
Berglund gjorde sin tredje säsong som ordinarie i Skellefteå 2018/19. Han spelade samtliga 52 grundseriematcher och stod för två mål och nio assistpoäng. I SM-slutspelet slogs laget ut i kvartsfinalrundan av Djurgårdens IF med 4–2 i matcher. På dessa sex matcher gick Berglund poänglös. Säsongen 2019/20 gjorde Berglund sitt första hat trick i SHL då han stod för tre mål och totalt fyra poäng i en 7–0-seger mot Örebro HK den 26 december 2019. För andra säsongen i följd spelade han samtliga 52 matcher i grundserien. Berglund var Skellefteås näst bästa back poängmässigt, då han noterades för 20 poäng (5 mål, 15 assist).

### Från 2020: Linköping HC, AHL och Örebro HK
Den 20 mars 2020 meddelades det att Berglund lämnat Skellefteå och skrivit ett tvåårsavtal med seriekonkurrenten Linköping HC. Den 1 maj samma år skrev Berglund ett tvåårskontrakt med Edmonton Oilers, som meddelade att Berglund skulle tillbringa det första av dessa år med Linköping i SHL. Efter att ha ådragit sig en skada under en match mot Frölunda HC i november 2020 missade Berglund de efterföljande 18 grundseriematcherna. Totalt spelade han 32 matcher för Linköping och noterades för åtta poäng, varav ett mål. Säsongen 2021/22 tillbringade Berglund med Oilers farmarklubb Bakersfield Condors i AHL. Han gjorde AHL-debut den 16 oktober 2021 i en 3–5-seger mot Abbotsford Heat. Berglund spelade totalt 53 grundseriematcher för Condors och noterades för sex assistpoäng. I det följande Calder Cup-slutspelet slog laget ut just Abbotsford Heat i den första rundan, för att sedan själva se sig besegrade av Stockton Heat med 3–0 i matcher i åttondelsfinal.
Örebro HK bekräftade den 18 maj 2022 att Berglund återvänt till Sverige och skrivit ett tvåårsavtal med klubben. Berglund spelade samtliga 52 matcher av grundserien 2022/23 och stod för 16 poäng varav åtta mål, hans målmässigt bästa säsong i SHL dittills. Örebro slutade på fjärde plats i grundserien och tog sig till SM-semifinal sedan man besegrat Timrå IK i kvartsfinalserien med 4–3 i matcher. I semifinalserien tappade laget en 2–0-ledning till förlust med 2–4 mot Skellefteå AIK. I slutspelet var Berglund Örebros poängmässigt bästa back; på 13 matcher stod han för fyra mål och fyra assistpoäng.
I inledningen av säsongen 2023/24, den 22 september 2023, stod det klart att Berglund förlängt sitt avtal med Örebro med ytterligare tre säsonger. Säsongen blev därefter Berglunds poängmässigt sämsta i SHL. På 48 grundseriematcher noterades han för ett mål och fyra assist. Örebro slutade på tionde plats i grundserien och slogs sedan ut i åttondelsfinalserien mot Luleå HF med 2–1 i matcher. Säsongen 2024/25 gjorde Berglund sin poängmässigt bästa grundserie i SHL. Han slutade på andra plats bland backarna i Örebros interna poängliga (25 poäng på 51 matcher). Med tio mål slutade han på femte plats i den totala poängligan bland backarna i SHL. Örebro slutade på nionde plats i grundserien och slogs därefter ut i åttondelsfinal av Växjö Lakers HC med 2–1 i matcher.

## Statistik
| 2015–16    | Skellefteå AIK      | SHL        | 5   | 0  | 0  | 0   | 0  | 2  | 0 | 0 | 0  | 0  |
| 2016–17    | Skellefteå AIK      | SHL        | 47  | 0  | 9  | 9   | 10 | 7  | 0 | 0 | 0  | 0  |
| 2017–18    | Skellefteå AIK      | SHL        | 44  | 3  | 10 | 13  | 32 | 16 | 0 | 4 | 4  | 10 |
| 2018–19    | Skellefteå AIK      | SHL        | 52  | 2  | 9  | 11  | 22 | 6  | 0 | 0 | 0  | 0  |
| 2019–20    | Skellefteå AIK      | SHL        | 52  | 5  | 15 | 20  | 16 | —  | — | — | —  | —  |
| 2020–21    | Linköping HC        | SHL        | 32  | 1  | 7  | 8   | 14 | —  | — | — | —  | —  |
| 2021–22    | Bakersfield Condors | AHL        | 53  | 0  | 6  | 6   | 40 | 5  | 0 | 1 | 1  | 2  |
| 2022–23    | Örebro HK           | SHL        | 52  | 8  | 6  | 14  | 28 | 13 | 4 | 4 | 8  | 8  |
| 2023–24    | Örebro HK           | SHL        | 48  | 1  | 4  | 5   | 18 | 3  | 0 | 0 | 0  | 2  |
| 2024–25    | Örebro HK           | SHL        | 51  | 10 | 15 | 25  | 10 | 3  | 0 | 0 | 0  | 4  |
| SHL totalt | SHL totalt          | SHL totalt | 383 | 30 | 75 | 105 | 90 | 47 | 4 | 8 | 12 | 22 |